# Porcellio piceus
Porcellio piceus är en kräftdjursart som beskrevs av Dollfus1896. Porcellio piceus ingår i släktet Porcellio och familjen Porcellionidae. Inga underarter finns listade i Catalogue of Life.